# Naveen Andrews
Naveen William Sidney Andrews (ur. 17 stycznia 1969 w Londynie) − brytyjski aktor filmowy i telewizyjny pochodzenia indyjskiego. Laureat Nagrody Gildii Aktorów Ekranowych za rolę Sayida Jarraha w serialu ABC Zagubieni (Lost), emitowanym również w Polsce przez AXN i TVP1.

## Życiorys

### Wczesne lata
Przyszedł na świat w Londynie w rodzinie metodystów jako syn imigrantów ze stanu Kerala w Indiach. Jego matka, Nirmala Andrews, była psychologiem, a ojciec, Stanley Andrews, pracował jako biznesmen. Wychowywał się w Wandsworth, na przedmieściu południowego Londynu nad rzeką Tamiza. Uczęszczał do niepublicznej szkoły Emanuel School w Battersea, gdzie w wieku szesnastu lat zamieszkał ze swoją nauczycielką matematyki Geraldine Feakinsi, z którą był związany w latach 1985–1991 i miał syna Jaisala (ur. 1992). Jego ojciec oskarżył go o zachowywanie się jak żigolak, przechodził problemy w relacjach ze swoimi klasowymi kolegami, którzy szydzili z niego na każdym kroku. Kilka lat później porzucił swoją partnerkę i pogrążył się w nałogach. Mając dwadzieścia lat, był uzależniony od narkotyków, w tym heroiny i alkoholu. Przeprowadził się do Stanów Zjednoczonych, gdzie poznał Steve’a Jonesa z zespołu Sex Pistols i wygrał walkę z nałogami.

### Kariera
W 1990 studiował w londyńskiej Guildhall School of Music and Drama razem z Ewanem McGregorem i Davidem Thewlisem. W wolnym czasie grał na gitarze i śpiewał. Jego ekranowym debiutem była komedia Hanifa Kureishi Londyn mnie zabija (London Kills Me, 1991) u boku Brada Dourifa i Fiony Shaw. Wykorzystał swój talent muzyczny w brytyjskiej komedii Wild West (1992), w której grał postać pakistańskiego piosenkarza country Zafa, a za rolę był nominowany do londyńskiej nagrody Evening Standard Drama Awards dla najbardziej obiecującego debiutanta.
W 1993 wystąpił jako Karim Amir w miniserialu BBC Two The Buddha of Suburbia. Osiągnął międzynarodowe uznanie za rolę Kipa, w którym zakochuje się Hana (Juliette Binoche) w melodramacie wojennym Anthony’ego Minghelli Angielski pacjent (The English Patient, 1996), za którą był nominowany do Nagrody Gildii Aktorów Ekranowych. W kostiumowym filmie indyjskim Miry Nair Kamasutra (1996) zagrał postać króla Raja Singha. Stał się rozpoznawalny z roli Sayida Jarraha, irackiego żołnierza, w serialu telewizyjnym ABC Zagubieni (Lost, 2004-2010), za którą zdobył nominację do Emmy i Złotego Globu dla najlepszego aktora drugoplanowego w serialu, miniserialu lub filmie telewizyjnym (2006).

## Życie prywatne
W latach 1998–2009 był związany ze starszą od niego o 21 lat aktorką Barbarą Hershey. W 2005 para na krótko zerwała i w tym czasie Naveenowi urodził się syn Naveen Joshua, którego matką jest czesko-francuska aktorka Elena Eustache. Jakiś czas później Andrews i Hershey pogodzili się, ale w maju 2010 ogłosili, że byli w separacji już od sześciu miesięcy. Naveen brał udział w sporze o syna i otrzymał wyłączne prawo opieki nad dzieckiem.

## Filmografia

### Filmy fabularne
- 1991: Londyn mnie zabija (London Kills Me) jako Bike
- 1992: Wild West jako Zaf
- 1992: Podwójna wizja (Double Vision) jako Jimmy
- 1996: Angielski pacjent (The English Patient) jako Kip
- 1996: The Peacock Spring (TV) jako Ravi Battacharya
- 1996: Kamasutra (Kama Sutra: A Tale Of Love) jako król Raj Singh
- 1997: True Love and Chaos jako Hanif
- 1998: Moja własna ojczyzna (My Own Country, TV) jako dr Abraham Verghese
- 1998: Bombay Boys jako Krishna Sahini
- 1998: Wielki Joe (Mighty Joe Young) jako Pindi
- 1999: Drowning on Dry Land jako Darshan
- 2000: Blessed Art Thou jako William
- 2000: Zbrodnia w klubie Chippendales (The Chippendales Murder, TV) jako Steve Banerjee
- 2002: Rollerball jako Sanjay
- 2003: Easy jako John
- 2004: Duma i uprzedzenie (Pride & Prejudice) jako Balraj Bingley
- 2006: Dziesięcioro przykazań (TV) jako Menerith
- 2006: Provoked (Provoked: A True Story) jako Deepak Ahluwalia
- 2007: Grindhouse Vol. 2: Planet Terror jako Abby
- 2008: Animals jako Vic
- 2012: Creature of the Black Lagoon jako dr David Raya
- 2013: Diana jako dr Hasnat Khan

### Seriale TV
- 1993: The Buddha of Suburbia jako Karim Amir
- 2001: The Beast jako Tamir Naipaul
- 2004-2010: Zagubieni (Lost) jako Sayid Jarrah
- 2010: Prawo i porządek: sekcja specjalna jako detektyw Ash Ramsey
- 2012: Sindbad jako Lord Akbari
- 2013–2014: Once Upon a Time in Wonderland jako Jafar
- 2015–2018: Sense8 jako Jonas Maliki
- 2018: Instinct jako Julian Cousins